# 街子镇 (循化县)
街子镇，是中华人民共和国青海省海东市循化撒拉族自治县下辖的一个乡镇级行政单位。

## 行政区划
街子镇下辖以下地区：
街子镇社区、团结村、托隆都村、牙门曲乎村、三兰巴海村、沈家村、上房村、马家村、三立方村、苏哇什村、洋巴扎村、波拉海村、吾土贝那亥村、洋苦浪村、波立吉村、古吉来村、塘坊村、果河拉村、果什滩村和孟达山村。

## 全国重点文物保护单位
- 街子拱北